# Wapen van Stoutenburg

Wapen van Stoutenburg

Het wapen van Stoutenburg werd op 11 september 1816 door de Hoge Raad van Adel aan de Utrechtse gemeente Stoutenburg bevestigd. In 1969 ging Stoutenburg op in de gemeente Leusden. Het wapen van Stoutenburg is daardoor komen te vervallen als gemeentewapen. 

## Blazoenering
De blazoenering van het wapen luidde als volgt:
Van lazuur met eene burg, staande op een berg, alles van goud.
De heraldische kleuren zijn lazuur (blauw) en goud (goud of geel). 

## Verklaring

Deflieervlag uit 1938

Het wapen van Stoutenburg is een sprekend wapen. Stoutenburg is afgeleid van Stuthenborch of Stoutenborch, wat trotse burcht betekent. Het wapen werd ook op een historische vlag gebruikt, het betreft mogelijk de defileervlag uit 1938. In het wapen van Leusden werd het wapen van gemeente Stoutenburg niet opgenomen, omdat de gouden burcht op een blauwe achtergrond geen historische grondslag bevatte. De Hoge Raad van Adel adviseerde om het oudere wapen van zilver met de zes lelies van keel van Wouter van Stoutenburg te gebruiken.